# La Palmyre
La Palmyre – część francuskiej gminy Les Mathes, w regionie Nowa Akwitania, w departamencie Charente-Maritime, w okręgu Rochefort.

## Lokalizacja
La Palmyre jest położone w zachodniej części Francji, nad brzegiem Zatoki Biskajskiej, w pobliżu estuarium rzek Garonna i Dordogne, które nazywa się Żyrondą. Oddalone o 11 kilometrów na północny zachód od Royan oraz 50 kilometrów na południe od La Rochelle. 